# Dzierzby Szlacheckie
Dzierzby Szlacheckie – wieś w Polsce położona w województwie mazowieckim, w powiecie sokołowskim, w gminie Jabłonna Lacka. Ma status sołectwa.
| SIMC    | Nazwa     | Rodzaj    |
| ------- | --------- | --------- |
| 0672610 | Kąty      | część wsi |
| 0672627 | Mokrzanki | część wsi |

W latach 1975–1998 miejscowość administracyjnie należała do województwa siedleckiego.
Wierni wyznania rzymskokatolickiego zamieszkali w miejscowości należą do parafii Wniebowzięcia Najświętszej Maryi Panny w Jabłonnie Lackiej.